# Темпераментна дружина
Темпераментна дружина (англ. A Temperamental Wife) — американська комедійна мелодрама режисера Девіда Керкленда 1919 року.

## У ролях
- Констанс Толмадж — Біллі Біллінгс
- Віндем Стендінг — сенатор Ньютон
- Бен Хендрікс ст. — доктор Вайс
- Ейлейлі Дженсен — Сміт
- Арманд Каліз — граф Тозофф де Золак
- Нед Спаркс — портьє